# Guilherme Maciel de Luna
Guilherme Maciel de Luna es un deportista brasileño que compitió en judo. Ganó una medalla de oro en el Campeonato Panamericano de Judo de 2008, en la categoría de –81 kg.

## Palmarés internacional
| Campeonato Panamericano | Campeonato Panamericano | Campeonato Panamericano | Campeonato Panamericano |
| Año                     | Lugar                   | Medalla                 | Categoría               |
| ----------------------- | ----------------------- | ----------------------- | ----------------------- |
| 2008                    | Miami (Estados Unidos)  | Medalla de oro          | –81 kg                  |